# 布瓦斯蒙
布瓦斯蒙（法語：Boisemont，法語發音：[bwazmɔ̃] ⓘ）是法国法兰西岛大区瓦兹河谷省的一个市镇，属于蓬图瓦兹区。

## 地理
布瓦斯蒙（49°1'17"N, 2°0'6"E）面积2.77 平方千米，位于法国法蘭西島大區瓦兹河谷省，该省份为法国北部内陆省份，北起瓦兹省，西接厄尔省，南至塞纳-圣但尼省、上塞纳省和伊夫林省，东临塞纳-马恩省。
与布瓦斯蒙接壤的市镇（或旧市镇、城区）包括：库尔迪芒什、塞纳河畔特列勒、塞纳河畔沃、茹伊勒穆捷、默尼库尔、沃雷阿勒。

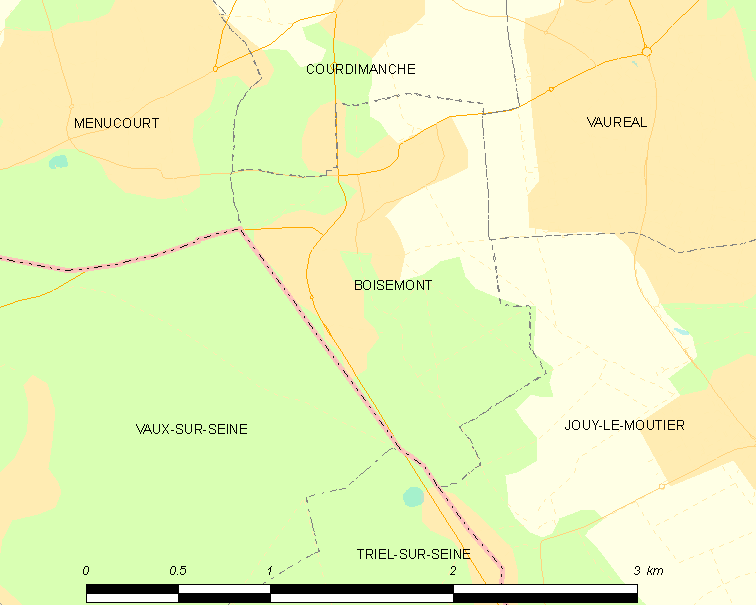
布瓦斯蒙的OSM定位图

布瓦斯蒙的时区为UTC+01:00、UTC+02:00（夏令时）。

## 行政
布瓦斯蒙的邮政编码为95000，INSEE市镇编码为95074。

## 政治
布瓦斯蒙所属的省级选区为塞尔吉第二县。

## 人口

1962-2008年间布瓦斯蒙人口变化图示

布瓦斯蒙于2022年1月1日时的人口数量为883人。